# 方廷城 (印地安納州)
方廷城（英語：Fountain City）是一個位於美國印地安納州韋恩縣的城鎮。

## 人口
根據2010年美國人口普查的數據，方廷城的面積為0.68平方千米，當中陸地面積為0.68平方千米，而水域面積為0.00平方千米。當地共有人口796人，而人口密度為每平方千米1,171人。